# Macédoine aux Jeux olympiques d'hiver de 1998
C'est la toute première fois que la Macédoine participe aux Jeux olympiques d'hiver en tant que nation indépendante, après avoir concouru pour la Yougoslavie de 1920 à 1988. Sa délégation comprenant trois athlètes (deux hommes pour une femme) couvre les épreuves de ski alpin et de ski de fond. Pour sa première apparition, le pays n'a pas réussi à obtenir de médailles.

## Athlètes engagés

### Ski alpin
Un homme et une femme participent aux épreuves de ski alpin pour les couleurs macédoniennes. 

#### Hommes
| Nom                    | Épreuve          | Manche 1      | Manche 2      | Résultat      | Rang |
| ---------------------- | ---------------- | ------------- | ------------- | ------------- | ---- |
| Aleksandar Stojanovski | Slalom géant (H) | 1 min 31 s 83 | 1 min 29 s 34 | 3 min 01 s 17 | 36e  |

#### Femmes
| Nom             | Épreuve          | Manche 1      | Manche 2      | Résultat      | Rang |
| --------------- | ---------------- | ------------- | ------------- | ------------- | ---- |
| Jana Nikolovska | Slalom géant (F) | 1 min 38 s 14 | 1 min 51 s 83 | 3 min 29 s 97 | 33e  |

### Ski de fond
La Macédoine n'engage qu'un seul athlète, Gjoko Dineski, pour les épreuves de ski de fond. Celui-ci terminera 91e du 10 km Classique.

#### Hommes
| Nom           | Épreuve         | Temps         | Rang |
| ------------- | --------------- | ------------- | ---- |
| Gjoko Dineski | 10 km classique | 39 min 39 s 3 | 91e  |